# Caimodorro

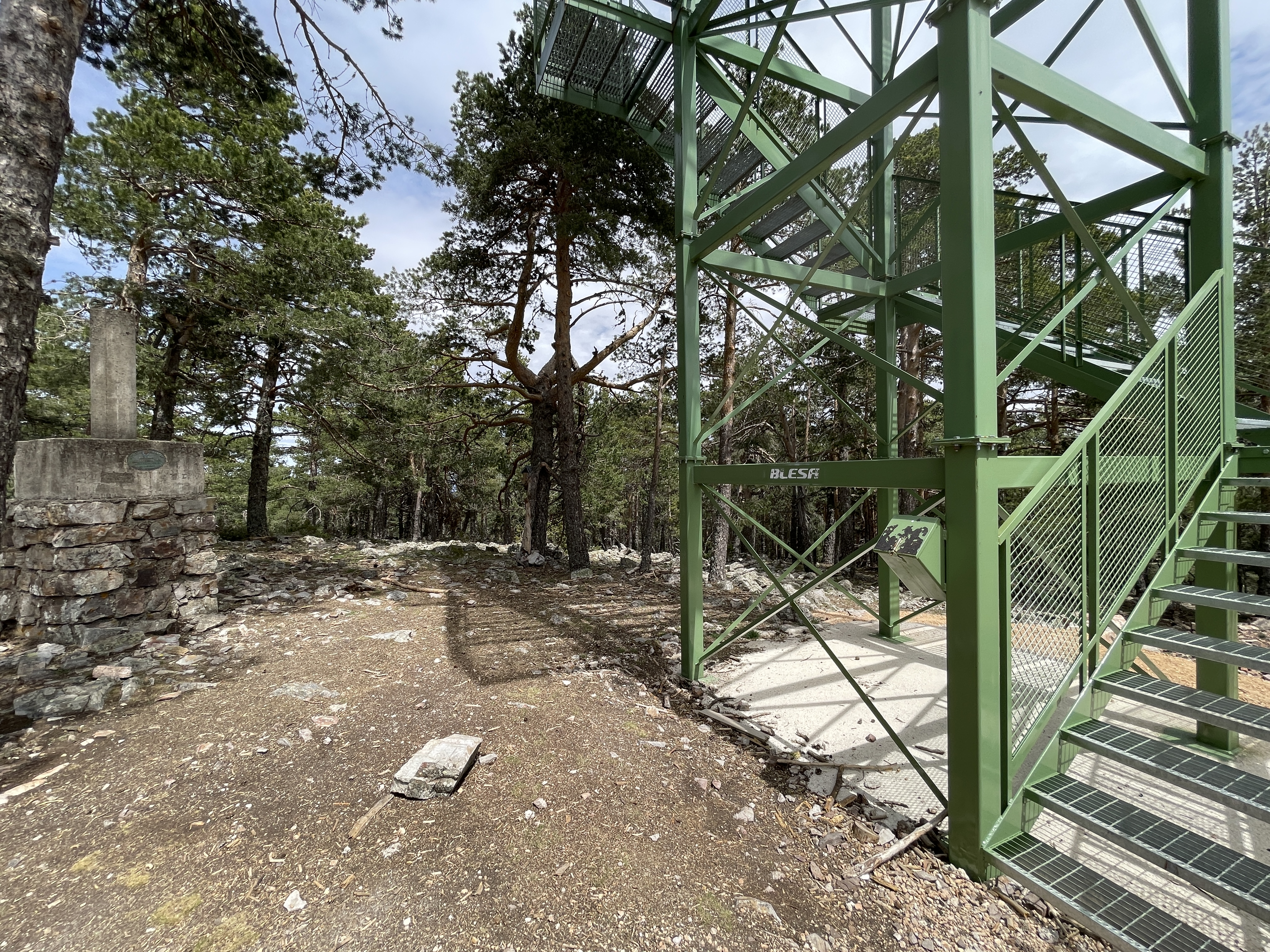
Vértice Goedésico y Mirador del Pico Caimodorro. Pico más alto de la Sierra de Albarracín. 1.936 Orihuela del Tremedal

El Cerro o Pico Caimodorro se encuentra situado en el municipio de Orihuela del Tremedal en la Sierra de Albarracín dentro de la Provincia de Teruel, Aragón (España). Con una altitud de 1.936 m es la montaña más alta de la Sierra de Albarracín y de los Montes Universales.
Cuenta con varias cimas subsidiarias hacia el norte, entre las que destaca la Peña de la Gallina (1885 m). 
Presenta una gran densidad de pino silvestre hasta su cima. Hay dos fuentes de agua en la falda oeste que dan lugar al arroyo de las Truchas, afluente del río de la Hoz Seca, que bordea el Caimodorro por el sur.
En su falda noroeste, se encuentra la que llaman Fuente de las Lanas, bajo un Río de Piedra Borrocal, de la cual nace el rio Gallo, que baja hacia el casco urbano de Orihuela, para adentrase posteriormente en la Provincia de Guadalajara, hasta su desembocadura en el río Tajo.
La ascensión es fácil y posee varias rutas de subida, aunque algunas es mejor no optar por ellas en condiciones de nieve y hielo ya que conllevaría cierto riesgo.

## Cartografía
- Hoja 540-IV a escala 1:25000 del Instituto Geográfico Nacional.